# Ctenochauliodes fujianensis
Ctenochauliodes fujianensis är en insektsart som beskrevs av C.-k. Yang och Ding Yang 1999. Ctenochauliodes fujianensis ingår i släktet Ctenochauliodes och familjen Corydalidae. Inga underarter finns listade i Catalogue of Life.